# Előre (hetilap, 1921–1923)
Előre Marosvásárhelyen jelent meg 1921 és 1923 között Lázár Ödön szerkesztésében, mint a Maros-vidéki munkásság szocialista hetilapja. Közölte a III. Internacionálé anyagát, elméleti cikket Marx, Engels, Karl Liebknecht, Rosa Luxemburg tevékenységéről s adalékokat a romániai munkásmozgalom történetéből. Irodalmi részében Gábor Andor emigrációs írásai jelentek meg. 1923-ban a lap főszerkesztője az illegális Kommunisták Romániai Pártja (KRP) megbízásából a nagykárolyi születésű, a Magyarországi Tanácsköztársaság bukása után Bécsbe emigrált, majd onnan hazatért Jász Dezső lett. Ő szervezte be szerkesztőnek a laphoz Köblös Eleket, munkatársnak az akkor Marosvásárhelyt élő Kahána Mózest s az emigráns kommunista írók közül Illés Bélát, Gábor Andort, Lukács Györgyöt és Révai Józsefet. Röviddel az átszervezés után a lapot betiltották.